# Am I Going Insane (Radio)
"Am I Going Insane (Radio)" es un sencillo de la banda inglesa Black Sabbath, del álbum de 1975 Sabotage. La canción trata sobre la constante depresión que experimentaban los miembros de la banda, especialmente por el fuerte abuso a las drogas y el alcohol al que se encontraban sometidos.

## Recepción
Pese a estar satisfecho con la mayoría de las canciones del álbum Sabotage, el cantante Ozzy Osbourne no quedó contento con el resultado final de "Am I Going Insane (Radio)" y "Supertzar." Según su opinión, estas dos canciones deterioraron lo que podría haber sido un álbum perfecto. Usuarios del portal AllMusic opinaron que la canción era un cambio muy drástico en el sonido de Black Sabbath. Pese a estas críticas negativas, la canción fue la única del álbum que se incluyó en el compilado de grandes éxitos We Sold Our Soul for Rock 'n' Roll.

## Canciones del sencillo

### Lado A
1. "Am I Going Insane (Radio)" - 4:17

### Lado B
1. "Hole in the Sky" - 4:00